# عدد دارسی
عدد دارسی (به انگلیسی: Darcy number) یک عدد بدون بعد در مکانیک سیالات که کاربرد آن در محیط‌های متخلخل است و بیانگر تأثیر نسبت نفوذپذیری (قابلیت نفوذ) در محیط متخلخل نسبت به ناحیه سطح مقطع است که معمولاً قطر هیدرولیک به توان ۲ است. عدد دارسی معمولاً در انتقال حرارت در محیط متخلخل استفاده می‌شود. بسته به نوع مسئله و شکل هندسی آن فرم‌های جایگزینی برای عدد دارسی وجود دارد.
این عدد به نام هنری دارسی نامگذاری شده‌است و از بی‌بعدسازی شکل دیفرانسیلی قانون دارسی بدست می‌آید. این عدد را نباید با معادله دارسی ویسباخ که کاربرد آن در افت فشار در لوله است اشتباه گرفت. عدد دارسی بصورت زیر تعریف می‌شود:
{\displaystyle \mathrm {Da} ={\frac {K}{d^{2}}}}
که درآن:
- K نفوذپذیری (قابلیت نفوذ) در محیط متخلخل است. (واحد SI مترمربع m2 است)
- d طول مشخصه است، مثلاً قطر هیدرولیک (واحد SI متر m است)